# میلی جکسون

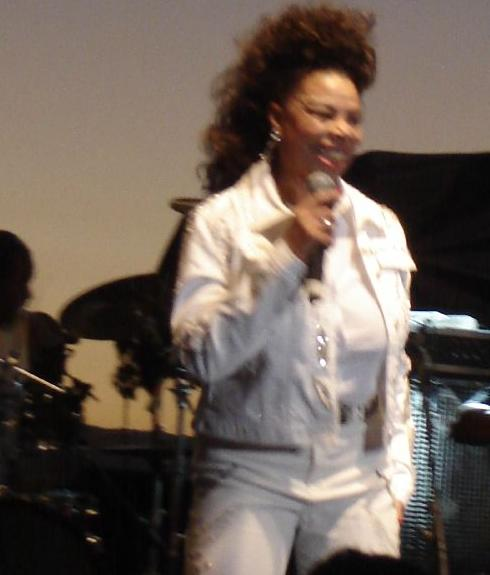
میلی جکسون سال ۲۰۰۹

میلی جکسون (به انگلیسی: Millie Jackson) (زاده ۱۵ ژوئیه ۱۹۴۴) خواننده ، ترانه سرا ، کمدین آمریکایی است.
از فیلم‌های معروف او می‌توان به بازی در فیلم مردان سول اشاره کرد.